# Guillaume Schiffman

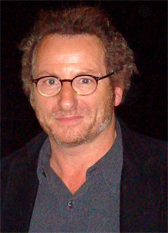
Guillaume Schiffman (2011)

Guillaume Schiffman (* zwischen 1961 und 1963) ist ein französischer Kameramann. Bekanntheit erlangte er vor allem durch seine langjährige Zusammenarbeit mit dem Filmregisseur Michel Hazanavicius (u. a. OSS 117 – Der Spion, der sich liebte, OSS 117 – Er selbst ist sich genug, The Artist).

## Leben

### Kindheit und Anfänge als Kameramann
Guillaume Schiffman ist der Sohn der französischen Drehbuchautorin und späteren Filmregisseurin Suzanne Schiffman (1929–2001; Geburtsname: Klochendler) und des US-amerikanischen Malers Philip Schiffman († 1999). Er wuchs gemeinsam mit einem Bruder namens Mathieu auf. Bedingt durch den Beruf der Mutter, die u. a. als Drehbuchautorin eng mit dem Regisseur François Truffaut zusammenarbeitete, kamen Schiffman und sein Bruder früh mit der Filmbranche in Kontakt. Beide Kinder übernahmen gemeinsam Statistenrollen in den Truffaut-Filmen Der Wolfsjunge (1970) und Zwei Mädchen aus Wales und die Liebe zum Kontinent (1971) sowie Jacques Rivettes Out 1 – Noli me tangere (1971).
Erstmals für die Kameraarbeit begeisterte sich Schiffman laut eigenen Angaben bei den Dreharbeiten zu Truffauts Taschengeld (1976), zu denen ihn seine Mutter in den Schulferien mitgenommen hatte und wo er auf den Kameramann Pierre-William Glenn traf. Daraufhin begann er gemeinsam mit seinem Bruder zu Anfang der 1980er Jahre als Kameraassistent im Filmgeschäft Fuß zu fassen und war u. a. an preisgekrönten Kinoproduktionen wie Danton von Andrzej Wajda oder Volker Schlöndorffs Eine Liebe von Swann (beide 1983) beteiligt. Durch seine Mutter lernte Schiffman auch den Kameramann Dominique Chapuis kennen, dem er in den 1980er Jahren wiederholt an Filmen wie Tee im Harem des Archimedes von Mehdi Charef, Claude Millers Das freche Mädchen (beide 1985), Allein mit dem Mörder von David Saperstein, Jacques Rouffios Die Liebe der Florence Vannier (beide 1986) oder Millers Die kleine Diebin (1988) assistierte. Ungefähr zu dieser Zeit entstanden auch zwei eigene Kurzfilmarbeiten gemeinsam mit dem Kameraassistenten Bruno Herbulot, den Schiffman beim Dreh von André Téchinés Rendez-Vous (1985) mit Renato Berta kennengelernt hatte. Die Arbeiten misslangen laut Schiffman jedoch.
Nach zehn Jahren Erfahrung als Kameraassistent und -schwenker begann Schiffman zu Beginn der 1990er Jahre als verantwortlicher Kameramann an Film- und Fernsehprojekten zu arbeiten. Erste Engagements erhielt er u. a. von Bruno Herbulot, der ihn für seine ersten Langfilmarbeiten Pas si grand que ça! (1992) und Juste avant l’orage (1994) einsetzte. Lob seitens der internationalen Fachkritik wurde Schiffman erstmals 1998 für seine „fesselnden“ Bilder zu Claude Millers Psychodrama Die Klassenfahrt (1998) zuteil. Für Miller hatte er bereits 1994 an Das Lächeln als Kameramann gearbeitet. Wiederholt arbeitete Schiffman auch mit den Film- und Fernsehregisseuren Denys Granier-Deferre (Flucht nach Biarritz, Chasseurs d’écume, Les enquêtes d’Éloïse Rome, Die Spur führt in die Hölle), Mathieu Simonet (La bande du drugstore, Pakt der Druiden, Le carnet rouge), Xavier Durringer (Chok-Dee, Lady Bar), Géraldine Maillet (Regarde-moi, Un certain regard) und Audrey Estrougo (Regarde-moi, Toi, moi, les autres) zusammen, während er 2001 mit Mario Andreacchios Historienfilm Young Blades erstmals ein Engagement für eine internationale Kinoproduktion in Frankreich erhielt.

### Zusammenarbeit mit Michel Hazanavicius
Den Durchbruch als Kameramann ebnete ihm jedoch die Zusammenarbeit mit Michel Hazanavicius, mit dem er auch einige Werbefilme realisierte. Der befreundete Regisseur engagierte ihn für seine in Ägypten der 1950er Jahre angesiedelte Agentenfilm-Parodie OSS 117 – Der Spion, der sich liebte mit Jean Dujardin und Bérénice Bejo in den Hauptrollen. Dem Film war Erfolg an den französischen Kinokassen und bei der Fachkritik beschieden und brachte Schiffman seine erste César-Nominierung ein. Mit Hazanavicius und Dujardin arbeitete er auch an der in den 1960er Jahren spielenden erfolgreichen Fortsetzung OSS 117 – Er selbst ist sich genug (2009) zusammen. Der amerikanische Branchendienst Variety lobte Schiffman für seine klassische, „verflachte Breitbildformat-Einstellung“, mit der er die Handlung in „eine gedämpfte blau-braune-kastanienbraune Farbpalette“ tauche.
Nach den Märchenhaftes und Reales vermischenden Bildern zu Joann Sfars preisgekrönter Filmbiografie Gainsbourg – Der Mann, der die Frauen liebte (2010), die ihm eine weitere César-Nominierung einbrachte, stellte sich der bisherige Höhepunkt in Schiffmans Karriere durch die erneute Zusammenarbeit mit Michel Hazanavicius an dessen Stummfilm-Hommage The Artist (2011) ein. Die Geschichte um einen amerikanischen Stummfilmstar (gespielt von Jean Dujardin), dem in den 1920er Jahren der Übergang zum Tonfilm nicht gelingt, wurde im Stummfilmformat 1,33:1 in Schwarzweiß-Bildern mit Zwischentiteln und so gut wie keinen gesprochenen Worten in 35 Tagen an Originalschauplätzen in Hollywood abgedreht. Schiffman, der sich selbst als „futuristischer“ Kameramann sieht und normalerweise instinktiv arbeitet hatte in Vorbereitung ca. 40 Stummfilme gesehen. Beim Dreh von The Artist vertraut er auf körnigeren 500 ASA Farbfilm und moderne Kameras. Er verstärkte den Glanz mit zusätzlichen Filtern, durch die sich die Weißtöne mehr verteilen und das Schwarz mehr Kraft bekommen konnte. Ebenfalls wurden bei den Dreharbeiten Spezialoptiken mit Linsen ohne Anti-Reflex-Schichten und wesentlich stärkere Scheinwerfer aus den 1950er und 1960er Jahren verwendet. „Das Bild durfte fast nicht bemerkt werden. Das kam mir sehr entgegen […]“, so Schiffman. „Ich habe als ein Kameramann gelernt, der total im Dienst der Geschichte steht und seine Technik, seine Originalität, sein Talent in der Weise einbringen sollte, wie es der Geschichte dient. Das einzige, was mich wirklich interessiert, ist Geschichten zu erzählen.“ Die elegant fotografierte, „brillante Hommage an das alte Hollywood“ brachte Schiffman den British Academy Film Award, den César und mehrere weitere Nominierungen für internationale Filmpreise ein, darunter der Oscar, Europäische Filmpreis sowie die US-amerikanischen Broadcast Film Critics Association Award und Independent Spirit Award. Nach dem Erfolg von The Artist arbeitete er erneut mit Hazanavicius an der Filmkomödie Männer und die Frauen mit Jean Dujardin und Gilles Lellouche zusammen sowie an Régis Roinsard Populaire (beide 2012).
Seit Februar 2002 ist er Mitglied der Association Française des directeurs de la photographie (AFC). Parallel zu seiner Arbeit als Kameramann übernahm Schiffman kleine Schauspielrollen in den Filmen Die Spur führt in die Hölle (2003) und OSS 117 – Er selbst ist sich genug (2009).

## Privatleben
Guillaume Schiffman lebt in Paris. Er war Ende der 1980er Jahre mit einer Regieassistentin verheiratet. Aus seiner Beziehung mit der französischen Schauspielerin und Drehbuchautorin Emmanuelle Bercot stammt der Sänger und Schauspieler Nemo Schiffman.

## Filmografie

### Kameramann (Auswahl)
| - 1989: Comme d’habitude (Kurzfilm) - 1992: Les merisiers (TV) - 1992: Juste avant l’orage - 1994: Le tapis brûle (Kurzfilm) - 1994: Pas si grand que ça! (TV) - 1994: Das Lächeln (Le sourire) - 1995: Flucht nach Biarritz (Arrêt d’urgence, TV) - 1995: Montana Blues - 1996: Bernie - 1996: Die Liebe neu erfinden (L’@mour est à réinventer, Fernsehmehrteiler) - 1997: Pardaillan (TV) - 1997: Hinterhofträume (La cité des alouettes, TV) - 1998: La loïe Fuller (Kurzfilm) - 1998: Die Klassenfahrt (La classe de neige) - 1999: Chasseurs d’écume (Fernsehmehrteiler) - 1999: Kennedy und ich (Kennedy et moi) - 2000: La tartine (Kurzfilm) - 2001: Young Blades - 2001: Les enquêtes d’Éloïse Rome (Fernsehserie, sechs Folgen) - 2001: Des anges (Kurzfilm) - 2002: La bande du drugstore - 2002: Pakt der Druiden (Brocéliande) - 2003: Quelqu’un vous aime… (Kurzfilm) - 2003: Die Spur führt in die Hölle (Ambre a disparu, TV) - 2003: Romance 2 – Anatomie einer Frau (Anatomie de l’enfer) - 2004: Le grand rôle - 2004: Le carnet rouge - 2005: Chok Dee – Kämpfe um deinen Traum (Chok-Dee) - 2006: OSS 117 – Der Spion, der sich liebte (OSS 117: Le Caire nid d’espions) - 2006: Die Verlegerin und der Autor (Les ambitieux) - 2007: Regarde-moi - 2007: Lady Bar (TV) - 2007: Un certain regard (Kurzfilm) - 2008: Ein schlichtes Herz (Un cœur simple) | - 2009: Une dernière cigarette (Kurzfilm) - 2009: OSS 117 – Er selbst ist sich genug (OSS 117: Rio ne répond plus) - 2010: Gainsbourg – Der Mann, der die Frauen liebte (Gainsbourg (Vie héroïque)) - 2010: L’avocat - 2010: Toi, moi, les autres - 2011: Chez Gino - 2011: The Artist - 2012: Männer und die Frauen (Les infidèles) - 2012: Mademoiselle Populaire (Populaire) - 2013: Madame empfiehlt sich (Elle s’en va) - 2013: Zwischen den Wellen (En solitaire) - 2014: Une histoire banale - 2014: Die Suche (The Search) - 2015: La tête haute - 2015: La taularde - 2016: Amis publics - 2016: Die Frau aus Brest (La fille de Brest) - 2017: Le redoutable - 2018: André Téchiné – Filmregisseur mit Leidenschaft (André Téchiné – cinéaste insoumis) - 2018: Die Rückkehr des Helden (Le retour du héros) - 2018: Gueule d’ange - 2019: Haut les filles - 2019: Das Beste kommt noch (La meilleur reste à venir) - 2019: Das Rätsel (Les Traducteurs) - 2020: Die perfekte Ehefrau (La bonne épouse) - 2020: Der verlorene Prinz und das Reich der Träume (Le prince oublié) - 2020: Mon cousin - 2021: Une jeune fille qui va bien - 2021: Warten auf Bojangles (En attendant Bojangles) - 2022: Drôle (Fernsehserie, 6 Folgen) - 2023: Die Bonnards – Malen und lieben (Bonnard, Pierre et Marthe) - 2023: Das Zimmer der Wunder (La chambre des merveilles) |

### Kameraassistent
- 1981: La cassure
- 1983: Danton
- 1984: Eine Liebe von Swann (Un amour de Swann)
- 1984: Viva la vie – Es lebe das Leben (Viva la vie!)
- 1985: Tee im Harem des Archimedes (Le thé au harem d’Archimède)
- 1985: Sturmhöhe (Hurlevent)
- 1985: Das freche Mädchen (L’effrontée)
- 1986: Allein mit dem Mörder (A Killing Affair)
- 1986: Die Liebe der Florence Vannier (L’état de grace)
- 1988: Die kleine Diebin (La petite voleuse)
- 1990: Das Schloß meiner Mutter (Le château de ma mère)

### Schauspieler
- 1970: Der Wolfsjunge (L’enfant sauvage)
- 1971: Out 1 – Noli me tangere
- 1971: Zwei Mädchen aus Wales und die Liebe zum Kontinent (Les deux Anglaises et le continent)
- 2003: Die Spur führt in die Hölle (Ambre a disparu, TV)
- 2009: OSS 117 – Er selbst ist sich genug (OSS 117: Rio ne répond plus)

## Auszeichnungen
- 2007: César-Nominierung für OSS 117 – Der Spion, der sich liebte
- 2011: César-Nominierung für Gainsbourg – Der Mann, der die Frauen liebte
- 2011: Nominierung für den Europäischen Filmpreis für The Artist
- 2011: Nominierung für den Houston Film Critics Society Award für The Artist
- 2011: Nominierung für den Satellite Award für The Artist
- 2011: Nominierung für den Washington DC Area Film Critics Association Award für The Artist
- 2012: Nominierung für den Broadcast Film Critics Association Award für The Artist
- 2012: Nominierung für den American Society of Cinematographers Award für The Artist
- 2012: British Academy Film Award für The Artist
- 2012: César für The Artist
- 2012: Nominierung für den Independent Spirit Award für The Artist
- 2012: Oscar-Nominierung für The Artist
- 2013: César-Nominierung für Populaire